# Cary (Carolina do Norte)
Cary é uma cidade  localizada no estado norte-americano de Carolina do Norte, no Condado de Chatham e Condado de Wake.

## Demografia
Segundo o Censo dos Estados Unidos de 2020, a sua população era de 174 721 habitantes.

## Geografia
De acordo com o United States Census Bureau, a localidade tem uma área de 112,6 km², dos quais 109,0 km² cobertos por terra e 3,6 km² cobertos por água. Cary localiza-se a aproximadamente 119 m acima do nível do mar.

## Localidades na vizinhança
O diagrama seguinte representa as localidades num raio de 20 km ao redor de Cary.